# Grace Cadell
Pour les articles homonymes, voir Cadell.
Grace Ross Cadell (25 octobre 1855 - 19 février 1918) est une médecin et suffragiste écossaise, et l'une des premières femmes à étudier la médecine en Écosse et à obtenir son diplôme.
Elle est, avec Elsie Inglis, l'une des premières étudiantes à l'Edinburgh School of Medicine for Women, créée par Sophia Jex-Blake en 1886. Elle tient tête à Jex-Blake pour une question disciplinaire, est renvoyée de l'école et poursuit ensuite avec succès Jex-Blake et son école. Sa carrière de médecin et de chirurgienne est principalement consacrée aux soins des femmes et des enfants.
Elle devient une suffragette active, bien connue pour ses actes publics de défi à la cause du droit de vote des femmes. Elle joue un rôle important en fournissant des soins médicaux et un refuge à ses camarades suffragettes, dont certaines sont libérées sous sa garde directement après des épisodes de gavage forcé en prison. Sa maison devient bien connue comme sanctuaire pour les suffragettes.

## Jeunesse et éducation
Grace Ross Cadell naît le 25 octobre 1855, l'aînée des quatre filles de George Philip Cadell de Carriden, Bo'ness, qui est surintendant des charbonnages locaux, et de son épouse Martina Duncanson Fleming,.
En 1887, avec sa sœur Martha Georgina Cadell, elle devient l'une des étudiantes de la première promotion de l'École de médecine pour femmes d'Édimbourg, créée par Sophia Jex-Blake en 1886. Les conférences sont données dans les locaux de l'école à Surgeons' Square et dans l'enseignement clinique à l'hôpital Leith.
Jex-Blake est considérée par ses étudiantes comme une professeure stricte ; elle exige notamment que les étudiantes quittent l'hôpital Leith avant 17 heures. Le 8 juin 1888, Grace et Martha Cadell, ainsi qu'Elizabeth Christie et Ida Balfour, restent à l'hôpital après cette heure pour suivre un patient blessé à la tête. Lorsque Jex-Blake apprend cette violation de ses règles, elle expulse Grace et Martha Cadell de l'école.
Leur réponse est d'intenter une action en justice contre Jex-Blake et l'école. Les sœurs réclament 500 £ de dommages et intérêts, et le tribunal leur donne raison, accordant à chacune 50 £ de dommages et intérêts en juillet 1890. La médiatisation qui en résulte est un revers majeur pour Jex-Blake et son école. Elsie Inglis, une camarade de classe, est mécontente de la gestion de l'affaire et quitte l'école en 1889. Avec l'aide de son père John Inglis, fervent partisan de l'éducation médicale des femmes, elle fonde l'Edinburgh College of Medicine for Women (en) à Chambers Street. C'est au sein de cette université qu'Inglis et les sœurs Cadell poursuivent leurs études. Grace et Martha Cadell obtiennent de bons résultats académiques, la première remporte la médaille de jurisprudence médicale et la seconde celle de sage-femme.
Grace Cadell est diplômée en 1891 après avoir réussi les examens de Triple Qualification de LRCPE, LRCSE et LFPSG (bien que, comme beaucoup de ses contemporains, elle ait choisi d'abréger cela en LRCP&SEd). Ce diplôme a été créé conjointement par les trois Scottish Medical Royal Colleges pour permettre à ceux qui ne peuvent pas entrer à l'université de passer des examens équivalents à ceux que passent les étudiants universitaires,. Cela permet à son nom d'être inscrit au registre médical et lui permet d'exercer la profession de médecin. Ce n'est qu'à partir de 1894 que les femmes obtiennent leur diplôme de médecine dans une université écossaise.

## Carrière

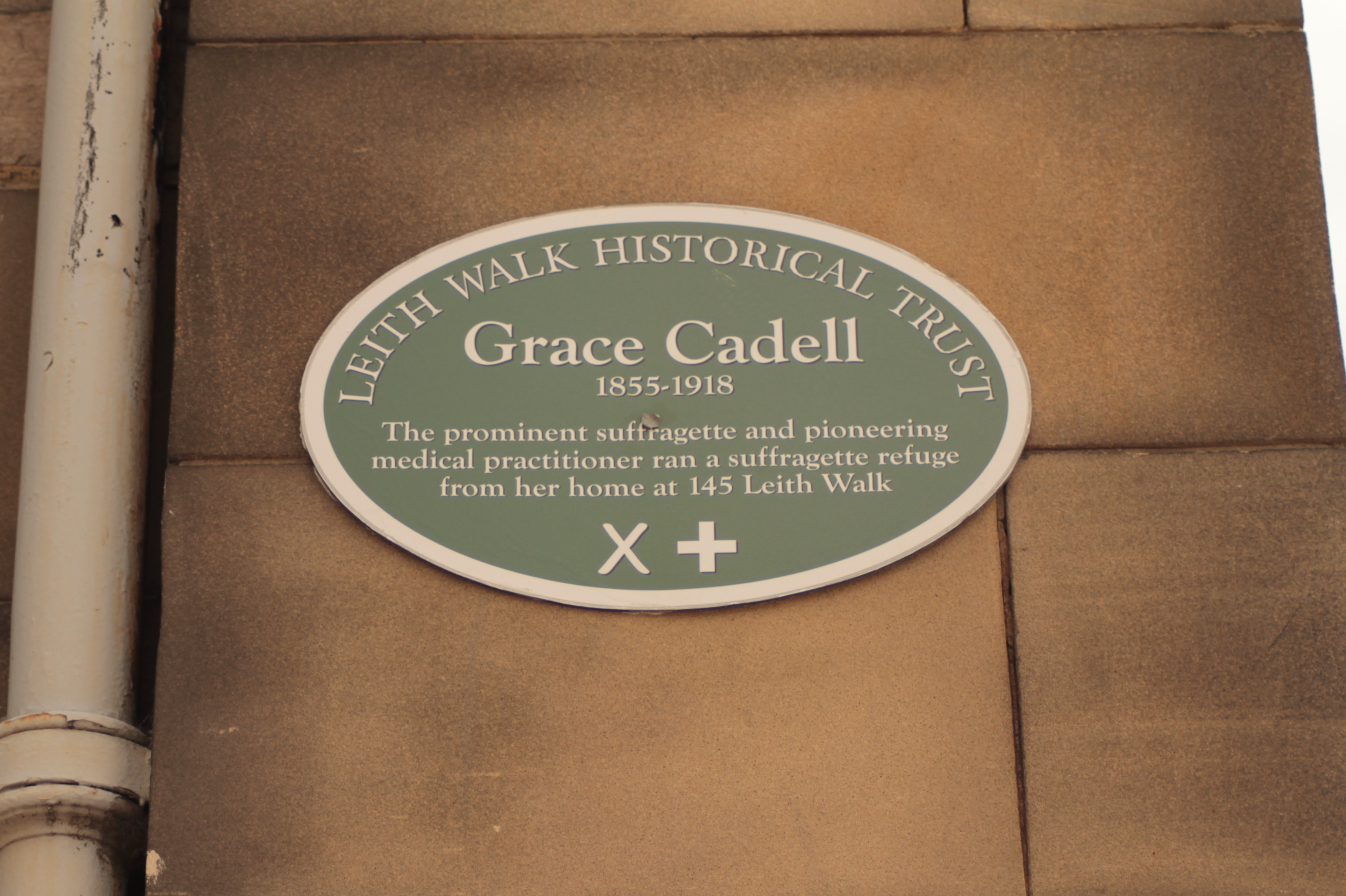
Plaque à Grace Cadell sur Leith Walk

### Carrière médicale
Jex-Blake crée l'hôpital pour femmes et enfants d'Édimbourg, à Bruntsfield, qui deviendra plus tard l'hôpital de Bruntsfield. Le personnel est entièrement féminin et Cadell, nouvellement qualifiée, est nommée résidente en chirurgie.
En 1899, lorsqu'Elsie Inglis créé le Medical Women's Club, dans le but principal de soigner les femmes, Grace Cadell est une membre éminente du club et siège par la suite au comité médical de l'hôpital, qui est ouvert au 11 George Square,. En 1904, elle rejoint le personnel de The Hospice, sur le Royal Mile, un hôpital pour femmes et enfants créé par Elsie Inglis. Elle se spécialise en obstétrique et gynécologie et prend en 1911 la direction de toute la clinique. Elle devient ensuite registraire au New Hospital for Women de Londres.

### Activités pour le droit de vote des femmes
Le 9 octobre 1909, Cadell est l'une des nombreuses suffragettes participant à la procession publique à Édimbourg exigeant des votes pour les femmes, appelée localement la Cause Gude.
Suffragette active, elle est présidente de la branche Leith de la Women's Social and Political Union (WSPU) en 1907 avant de se réaligner sur la nouvelle Women's Freedom League (WFL). En 1912, à la suite de son refus de payer des impôts en signe de protestation, ses meubles sont saisis et vendus publiquement au Mercat Cross sur le Royal Mile. Elle transforme le rassemblement en réunion de suffragette. Au cours de la campagne pour le suffrage écossais de 1913-14 (qui implique des attaques contre des bâtiments spécifiques), elle est conseillère médicale auprès des grévistes de la faim en prison.
En vertu du Cat and Mouse Act, les prisonnières lui sont confiées le temps qu'elles se rétablissent. Ethel Moorhead est confiée à sa garde après une alimentation forcée à la prison de Calton, tout comme Edith Hudson et Arabella Scott (en).

Dans un autre acte de rébellion, Cadell refuse de tamponner les cartes d'assurance de ses cinq serviteurs et est condamnée à une amende de 50 £ par Lord Salvesen devant la Haute Cour de Glasgow. Le procès fait la une des journaux en raison de consœurs suffragettes lançant des pommes sur le juge (mais frappant l'un des jurés), lors de la condamnation d'autres suffragettes pour incendie criminel. Cadell paye son amende avec un sac plein de pièces de cuivre en guise de défi supplémentaire.

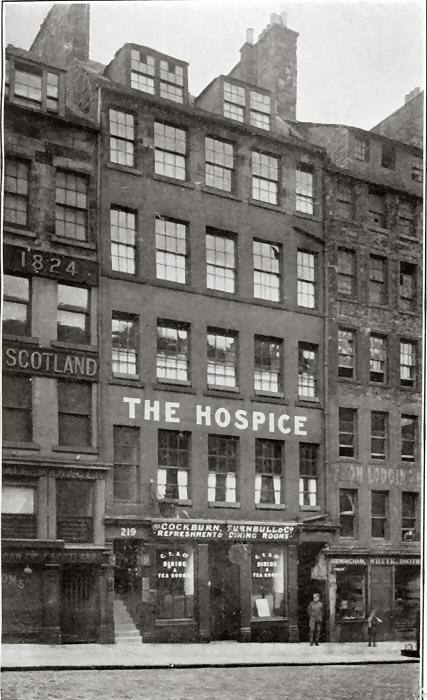
L'Hospice sur le Royal Mile d'Édimbourg.

Sa maison au 145 Leith Walk est un refuge pour les suffragettes. Elle se trouvait juste au nord de Smiths Place mais est démoli pour créer une imprimerie (Allander House). Elle ne s'est jamais mariée mais adopte quatre enfants au cours de la Première Guerre mondiale. En juillet 1914, elle assiste au procès à la Sherriff Court d'Édimbourg de Maude Edwards (en), accusée d'avoir lacéré le portrait du roi George V exposé à la Royal Scottish Academy. Edwards est reconnue coupable par le shérif Maconochie et condamnée à trois mois d'emprisonnement dans la prison de Perth. Cadell est expulsée de force par trois agents pendant le procès pour avoir provoqué une bagarre, mais n'est pas arrêtée.

## Mort et postérité
Elle décède à Mosspark House, sur Rumbling Bridge (en) à Yetts o'Muckhart, le 19 février 1918. Elle est enterrée avec ses parents et ses sœurs au cimetière de Morningside.
Dans son testament, elle laisse plus de 50 000 £ ainsi que des biens, une somme considérable à l'époque. Cela est laissé en partie à la charité, au reste de la famille et en partie à ses quatre enfants adoptifs, dont une seule, Grace Emmeline Cadell, a pris son nom de famille. Les autres sont Margaret Frances Clare Sydney, George Bell et Maurice Philip Shaw. Grace Emmeline porte clairement le nom d'Emmeline Pankhurst et on pense qu'elle a été adoptée alors qu'elle avait été mise au monde èpar une jeune fille de la Magdalene House à Édimbourg, où les filles célibataires se voyaient retirer leurs enfants et obligées à travailler dans des conditions de travail en guise de « punition » pour être tombées enceinte. On pense que les trois autres (enfants plus âgés) provenaient de l'orphelinat Dean, à l'ouest de la ville. Le testament leur donne 150 £ par an pour le reste de leur vie, soit environ quatre ou cinq fois le salaire annuel moyen de l'époque.
En 2009, une reconstitution de la vente des meubles de Grace Cadell a lieu au Mercat Cross d'Édimbourg. Elle est mise en scène par des acteurs du Citadel Arts Group pour promouvoir leur pièce What Women Want qui dépeint les événements de la lutte pour le suffrage en Écosse et présente l'histoire de Grace Cadell.

## Vie privée
Sa nièce Isobel Cadell (1890-1971) épouse Harry MacDonald Simson, cousin de l'éminent médecin Sir Henry Simson, lui-même cousin d'Elsie Inglis, faisant d'Elsie sa cousine germaine.

## Voir également